# 토요다 기이치로

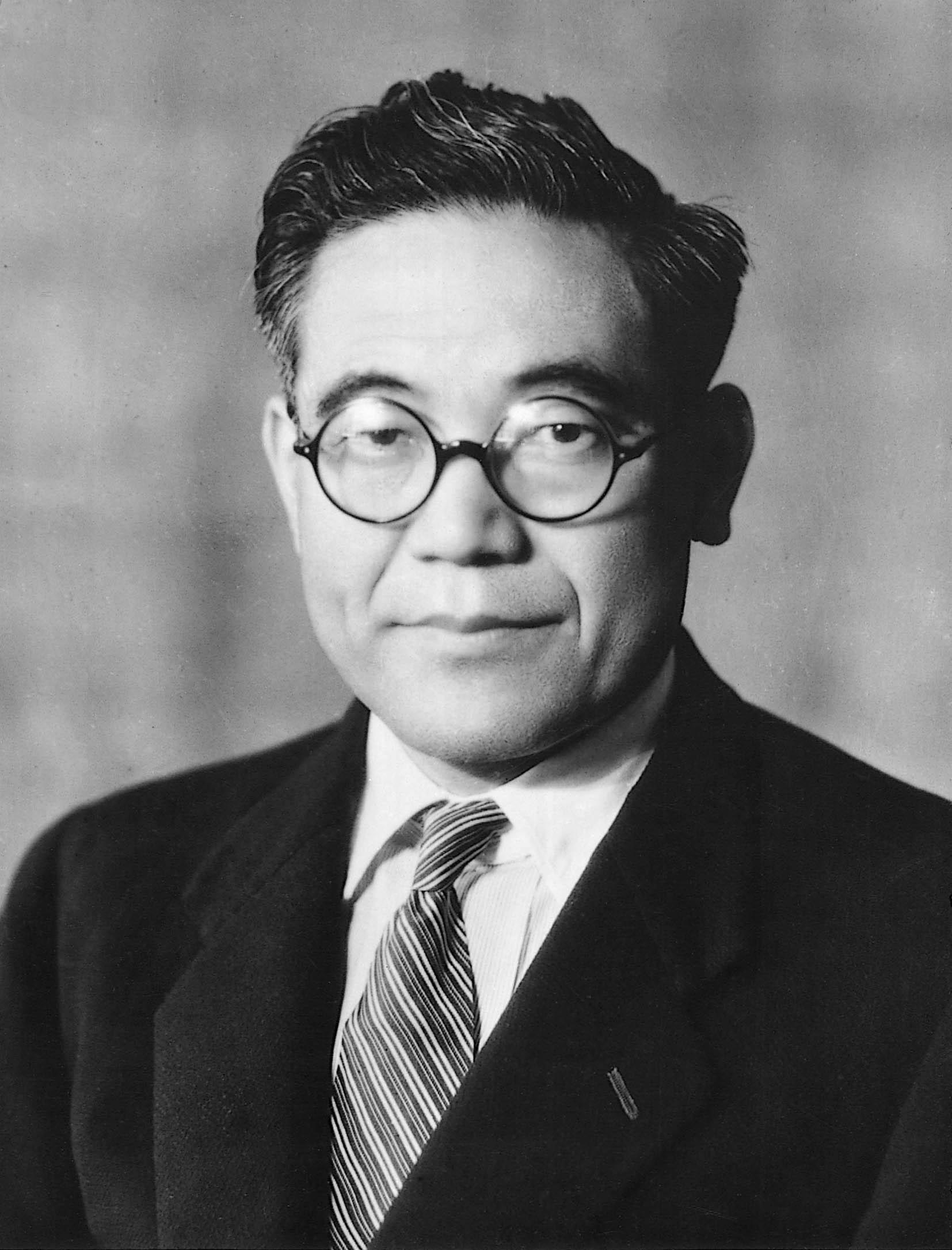

토요다 기이치로(Kiichiro Toyoda, 1894년 6월 11일 ~ 1952년 3월 27일)는 일본의 자동차 회사 토요타의 창업자이다.